# Agostinho Oliveira
Pour les articles homonymes, voir Oliveira.
Agostinho Vieira de Oliveira (né le 5 février 1947 à Póvoa de Lanhoso) est un footballeur portugais devenu entraîneur. Il a fait un bref passage avec la sélection du Portugal en 2002.

## Carrière

### Carrière de joueur
Au cours de sa carrière de joueur, Agostinho Oliveira a joué comme défenseur pour le Sporting Braga.

### Carrière d'entraîneur
Il a occupé son premier poste d'entraineur au SC Braga en 1983 et pour 2 saisons, immédiatement après avoir pris sa retraite. Agostinho Oliveira a pris temporairement la relève de António Oliveira comme sélectionneur du Portugal, avant que Luiz Felipe Scolari ne reprenne les commandes en 2002. Il a dirigé quatre matchs, remportant deux rencontres, contre la Suède (3-2) et l’Écosse (2-0) et  deux matchs nuls contre l'Angleterre et la Tunisie, 1-1 pour les deux matchs.
Entre autres, Paulo Ferreira et Jorge Ribeiro ont démarré leurs carrières internationales avec lui. Agostinho Oliveira a aussi été entraîneur de l'équipe du Portugal espoir et de l'équipe du Portugal olympique, conduisant ces derniers aux Jeux olympiques de 2004, où le Portugal a été éliminé en premier tour.
En 2008, Carlos Queiroz est devenu sélectionneur de l'équipe nationale, Agostinho Oliveira est nommé entraineur adjoint.